# Anwil
Anwil (schweizerdeutsch: Ammel) ist eine politische Gemeinde im Bezirk Sissach des Kantons Basel-Landschaft in der Schweiz. In der Region Basel ist es den meisten Menschen ein Begriff, weil es im ersten Vers des Baselbieterliedes erwähnt wird.

## Geographie

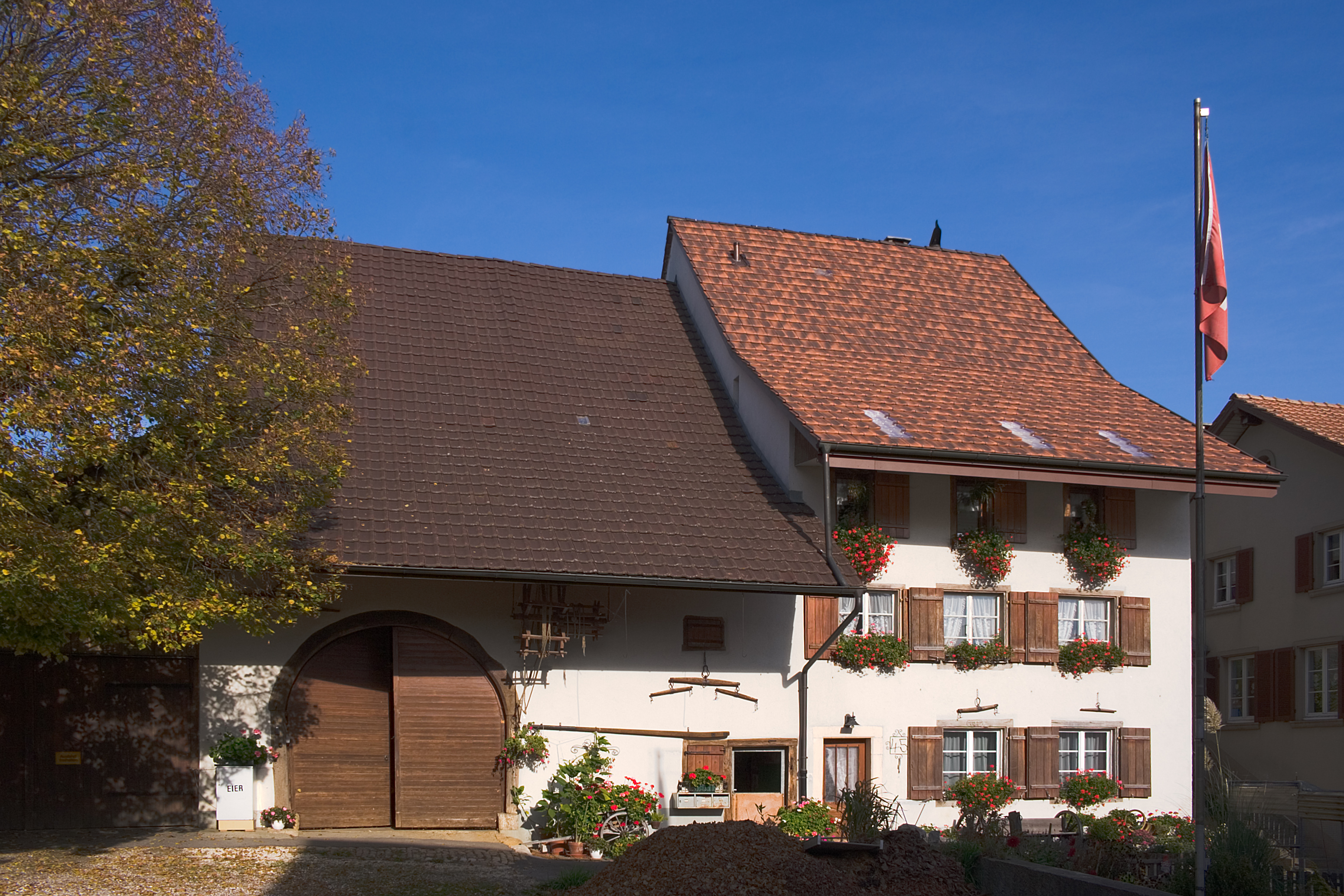
Haus in Anwil

Anwil liegt auf 600 m ü. M. auf einer Hochebene des Tafeljuras in einer windgeschützten Mulde und ist die östlichste Gemeinde des Kantons Basel-Landschaft. Seine Nachbargemeinden sind Oltingen, Wenslingen und Rothenfluh sowie die Aargauer Gemeinde Wittnau und die Solothurner Gemeinde Kienberg. Ein Dreikantonseck liegt östlich des Dorfes, im ehemals kantonsfreien Heimatlosenplatz.
Von Gelterkinden aus wird das Dorf durch eine Postauto-Linie erschlossen.

## Geschichte

Historisches Luftbild aus 3000 m von Walter Mittelholzer von 1922

Die Ortschaft Anwil (Weiler des Arno) erschien erstmals 1276 in einer Urkunde. Im Mittelalter gehörte es zu den Besitztümern der Grafen von Alt-Homburg. Von 1400 bis 1534 ging es schrittweise an Basel über. Bis 1801 war Anwil ein Zollort, denn hinter dem Ort verlief die Landesgrenze zu Österreich. Bei den Kantonsteilungswirren von 1831 bis 1833 hielt das Dorf zu Basel und musste sich danach den Basel-Landschäftlern anschliessen.

## Wappen
Ein goldener Querstreifen und darunter heraldisch links eine silberne und rechts eine schwarze Hälfte. Der goldene Schildhaupt deutet auf die ehemalige Herrschaft Homburg hin, und das Schwarz/Silber erinnert an Basel und an die Herren von Kienberg.

## Wirtschaft
Bis jetzt ist die Gemeinde immer noch ein Bauerndorf geblieben, und man findet einige lokale Gewerbe.

## Sehenswürdigkeiten
- Dorfbrunnen, einer der grössten Brunnen im Kanton
- Ländlicher Charakter des Dorfes
- Naturschutzgebiet Talweiher östlich der Strasse nach Rothenfluh
- Kantonaler Grenzstein von 1877 (Kantone Aargau und Basel-Landschaft) beim ehemaligen Heimatlosenplatz

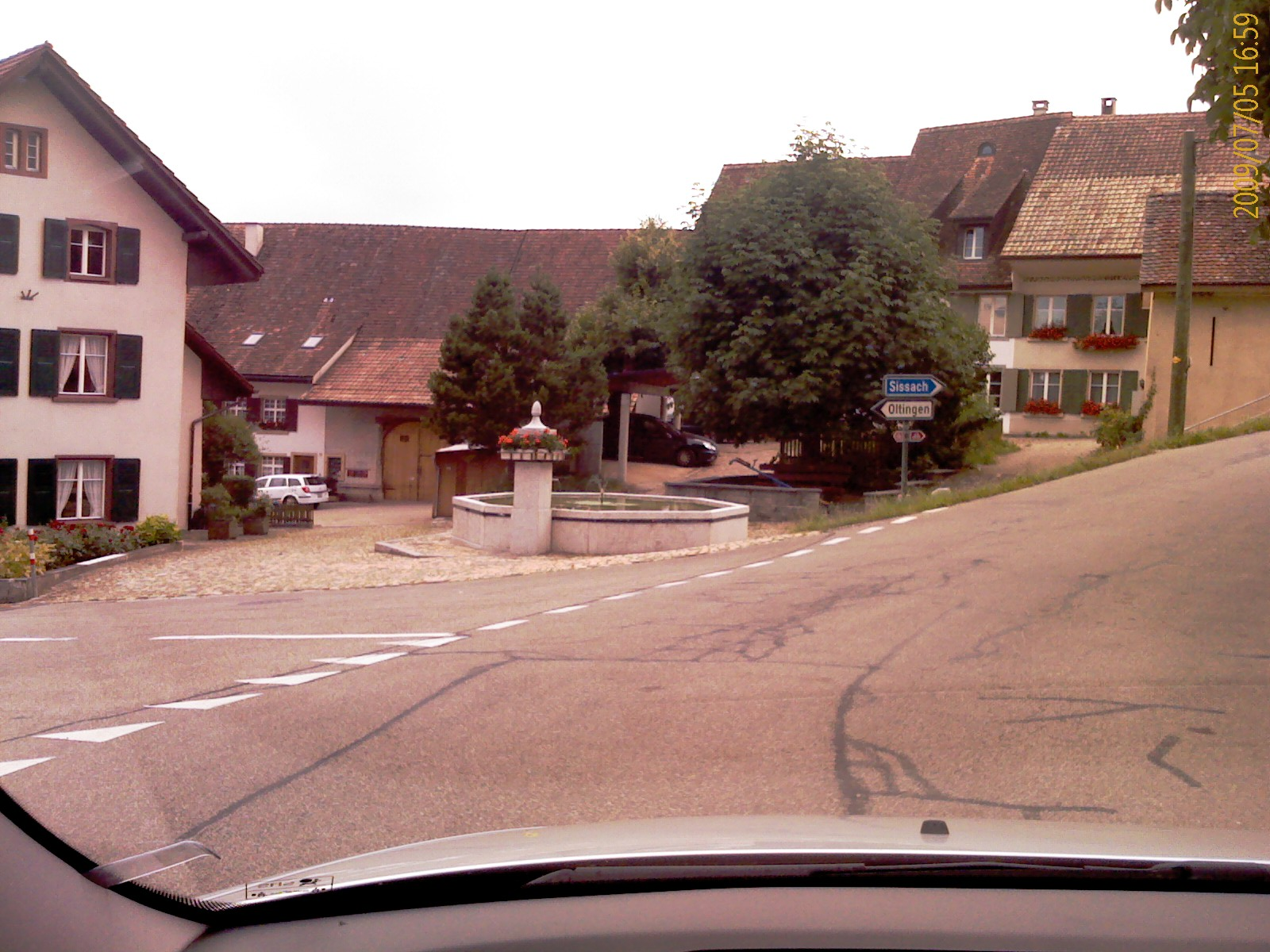
Anwiler Dorfbrunnen
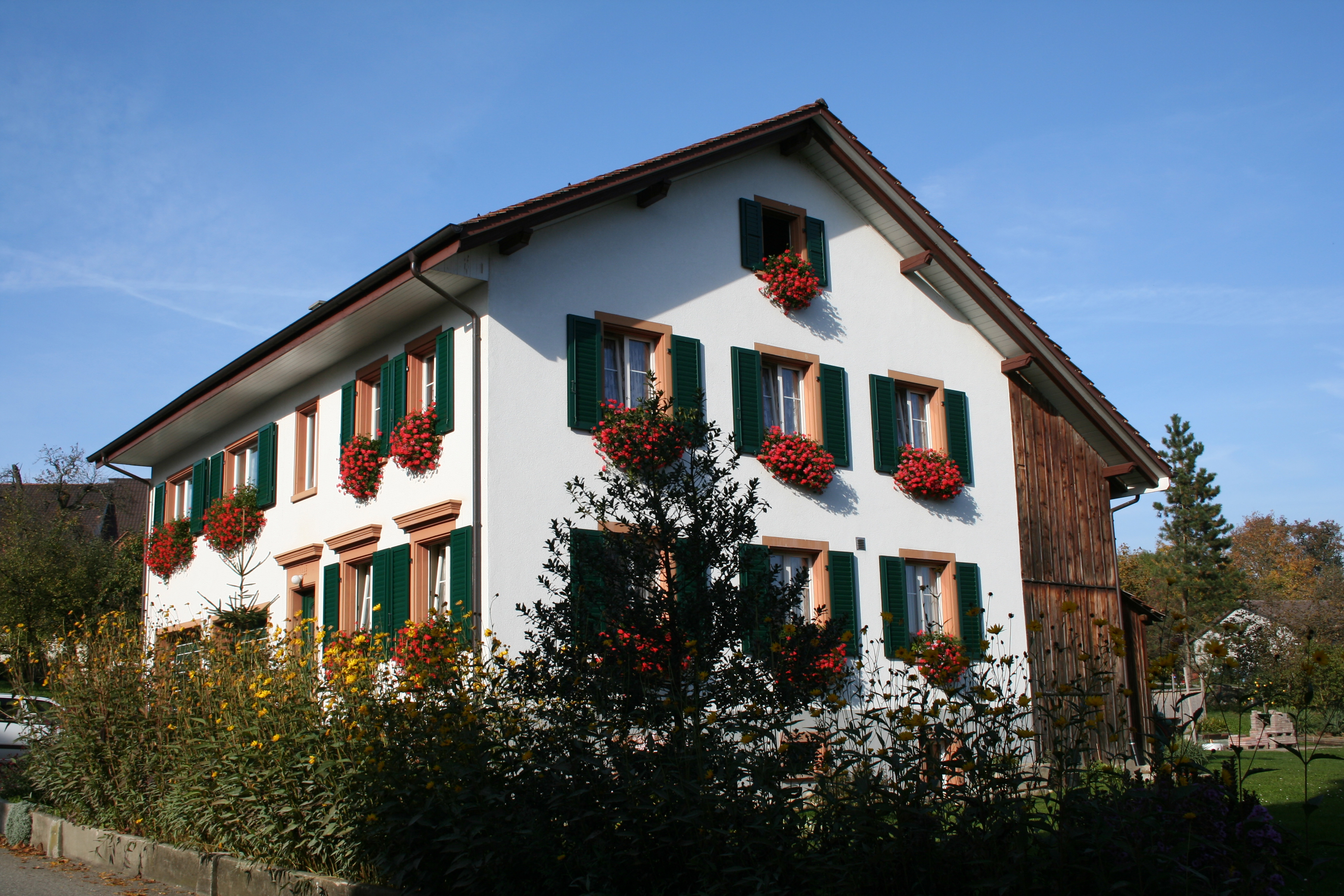
Blumengeschmücktes Anwiler Wohnhaus
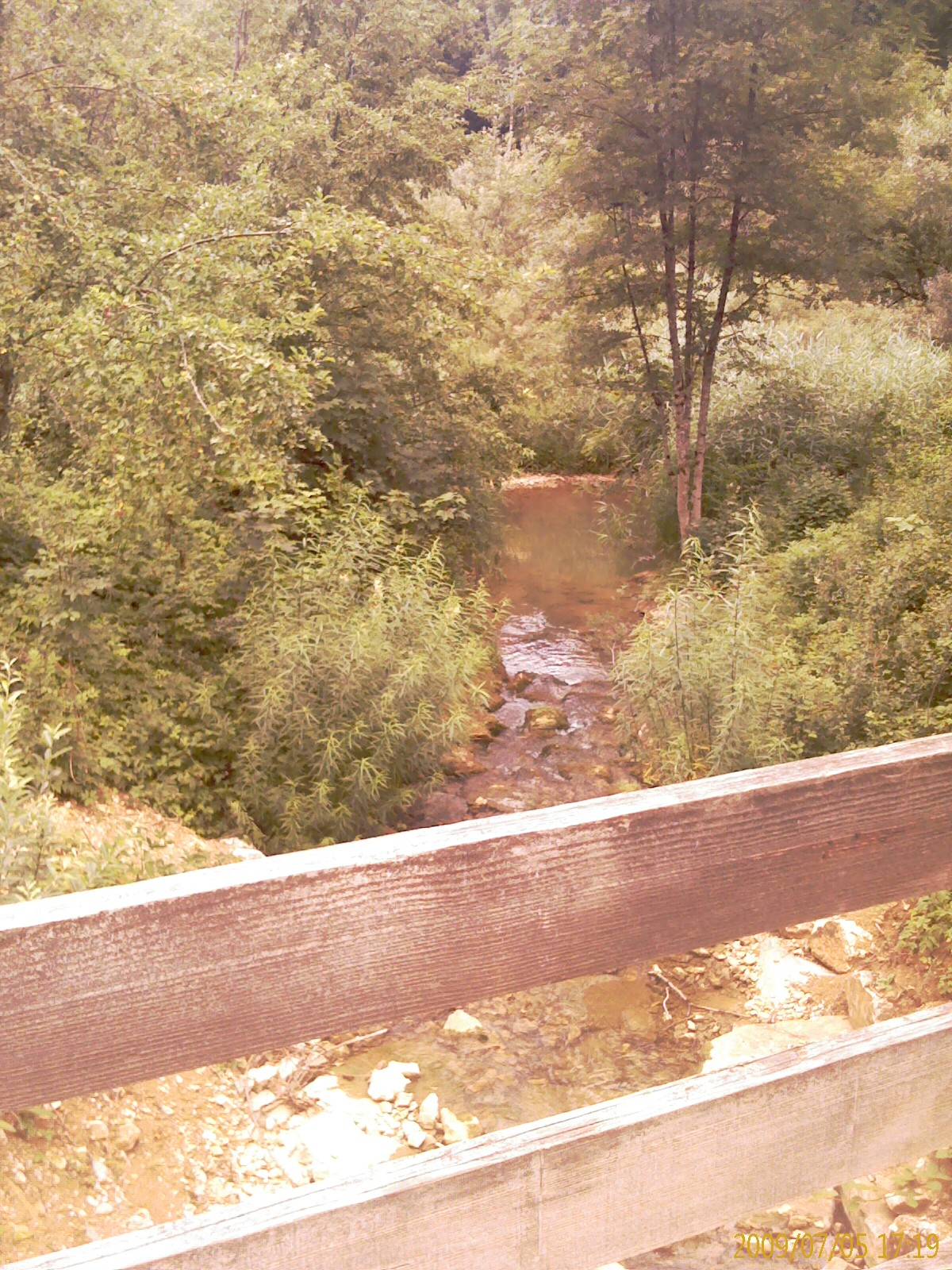
Mündung der Ergolz in den Talweiher
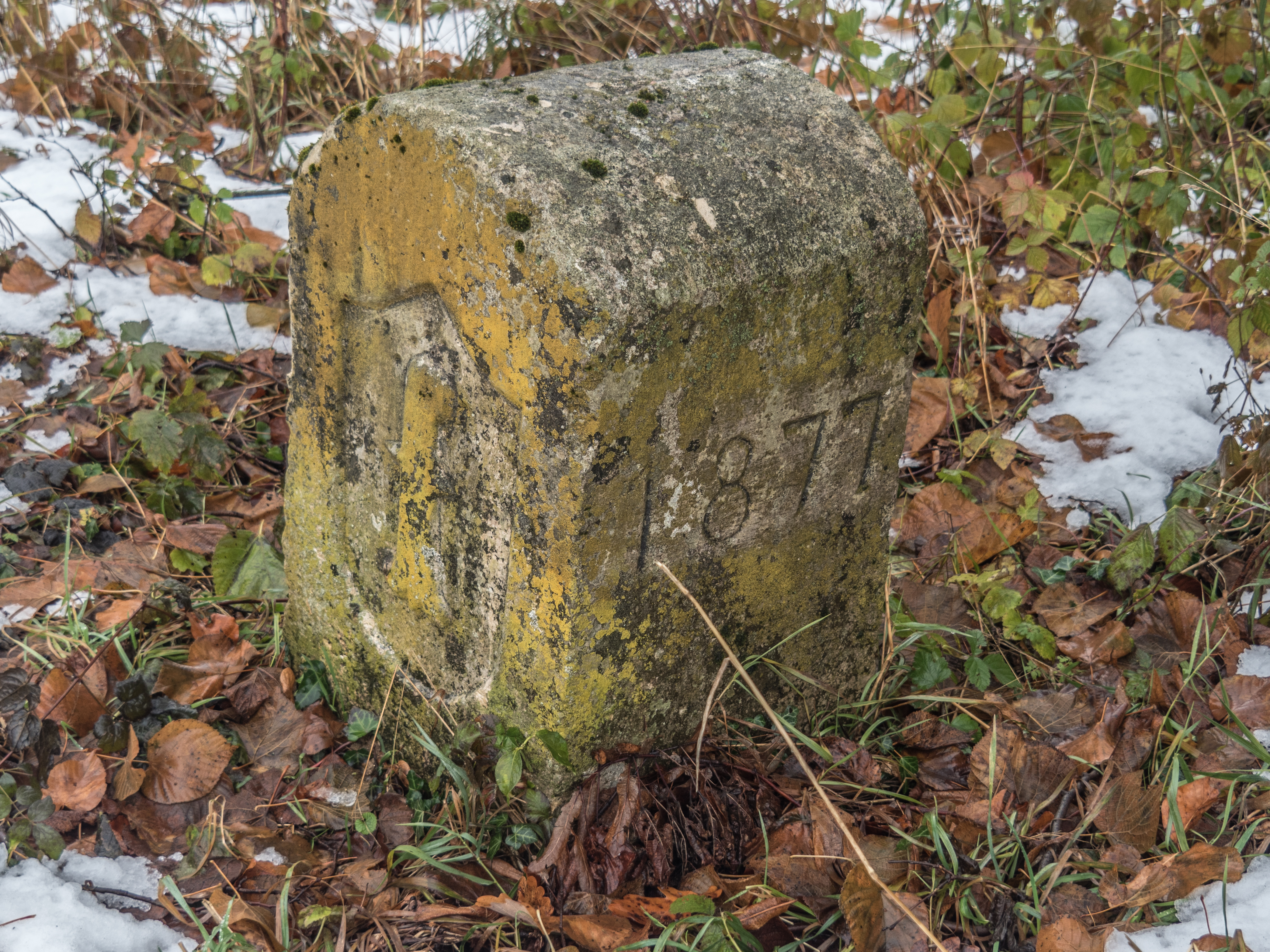
Grenzstein von 1877 (Kantone Aargau und Basel-Landschaft), vor Grenzbereinigung des Heimatlosenplatzes